# Налич, Пётр Андреевич
Пётр Андре́евич На́лич (род. 30 апреля 1981, Москва) — российский певец, композитор, автор песен и архитектор. Пишет песни, музыку к театральным спектаклям, фильмам и мультфильмам.
Обрёл известность в 2007 году, выложив в интернет клип на свою песню «Гитар», который вошёл в двадцатку самых просматриваемых российских клипов русской версии YouTube и приобрёл известность за рубежом, набрав миллионы просмотров.
С 2008 года в составе группы МКПН (Музыкальный коллектив Петра Налича) пел и сочинял песни в стиле, который сам характеризовал как «весёлые бабури». Вместе с МКПН представил Россию на конкурсе «Евровидение-2010». Стал первым артистом в истории российской музыкальной индустрии, выпустившим в Интернете альбом («Радость простых мелодий») с использованием системы «Pay what you want» («Заплати, сколько хочешь»).
С 2015 года Налич выступает как с группой, так и с симфоническим оркестром.
Пётр много внимания уделяет благотворительной деятельности, помогает фонду «Галчонок» (где он является «звёздным попечителем»), фонду помощи хосписам «Вера», фондам «Подари жизнь», «Детские сердца», «Старость в радость», «ОМК-Участие», «Живи сейчас», «Справедливая помощь», «Настенька», «Жизненный путь» и другим. Он всегда откликается на просьбы выступить в хосписах, детских больницах, участвует в благотворительных фестивалях, концертах, благотворительных аукционах, онлайн-марафонах, дарит свою музыку для видеоклипов благотворительных фондов.
Пётр Налич женат, и у него четверо детей.

## Биография

### 1981—2006: детство, юность, семья
Пётр Налич родился в Москве в семье архитекторов Андрея Захидовича и Валентины Марковны. Старший брат Павел — художник-оформитель. По первому образованию Пётр — архитектор, в 2003 году он окончил МАРХИ.
По происхождению — дед по отцовской линии — лирический тенор и диктор югославской редакции Московского радио (с 1993 года — «Голос России»), Захид Омерович Налич  был бошняком из Тузлы в Боснии и Герцеговине. «Мой дед — босниец. Был до войны лирическим тенором. Имел ангажемент в Белградской опере. Но потом война, лагерь, там ему фашисты гортань сломали, больше он не пел. Потом он попал в Советский Союз и здесь всю жизнь работал на радио». Налич рассказывал, что его «папа частенько пел за столом… Это и цыганские песни, и романсы» . Пётр Налич окончил детскую музыкальную школу им. Мясковского, обучался в музыкальном училище при Московской консерватории им. П. И. Чайковского, а также в студии «Орфей» под руководством Ирины Мухиной. В 2010 году поступил в РАМ имени Гнесиных на специальность «Академическое пение» (класс проф. В. Левко). Среднее образование получил в школе № 1278; в школе пел в хард-роковой группе.

### 2006—2007: начало карьеры
Творчество Петра Налича приобрело известность после того, как он опубликовал на YouTube самостоятельно сделанный клип на собственную песню «Гитар». Клип был выложен весной 2007 года. А осенью, в течение одного месяца, клип посмотрело 70 000 человек. Ссылку на ролик пересылали друг другу пользователи «Живого журнала», число просмотров прирастало в день на тысячу. Затем в нескольких печатных изданиях появились интервью с Наличем и статьи о нём. Публика потребовала явления артиста.
«Гитар» я сочинил года четыре тому назад, а клип записали этой весной. Снимали у меня на даче по Щёлковскому шоссе. Мы просто тусовались, веселились. У нас там стояла убитая «копейка» друга моего брата, которую он никак не мог забрать. Все уже злились, что она стоит на участке. Ну и решили её употребить, раз уж она здесь. Набились в неё все… ну, а дальше вы знаете
У Налича на тот момент было написано около 40 песен и музыкальных композиций.  Именно этот материал лёг в основу репертуара, с которым Пётр Налич 9 ноября 2007 года дал свой первый концерт в клубе «Апшу». Концерт прошёл успешно, появились статьи, отзывы в блогах и прессе. Налич собрал группу музыкантов и зимой 2008 года дал ещё два концерта в клубе «Икра». Билеты на эти концерты были раскуплены задолго до события. Группа получила название «Музыкальный коллектив Петра Налича» (сокращённо МКПН).

### 2007—2010: первый альбом «Радость простых мелодий», участие в конкурсе «Евровидение»
В течение двух следующих лет, помимо концертов в Москве, МКПН посетил с гастролями Санкт-Петербург, Екатеринбург, Нижний Новгород и другие большие города России. Летом 2008 года МКПН поддерживал российские спортивные команды на Чемпионате Европы по футболу и Олимпиаде-2008 в Пекине. Затем коллектив выпустил свой первый альбом — «Радость простых мелодий», фильм-концерт «МКПН в Б1 Maximum» и макси-сингл «Море». В 2009 году группа выступила хедлайнером на международном фестивале «Sfinks» в Антверпене.
7 марта 2010 года «Музыкальный коллектив Петра Налича» с песней «Lost and Forgotten» был выбран в качестве участника от России на конкурс «Евровидение». Выступление на конкурсе в Осло принесло 11-е место.

### 2010—2012: второй и третий альбомы: «Веселые бабури», «Золотая рыбка»
6 апреля 2010 года прошёл первый концерт, на котором Пётр Налич исполнял не свои песни, а классический оперный репертуар и романсы. С тех пор подобные концерты проводятся регулярно. В 2010 году группа выпустила второй студийный альбом «Весёлые Бабури». Продажи стартовали 9 октября в клубе «Арена», а с 11 октября — в музыкальных магазинах города.
С 2011 года Пётр Налич принимает участие в спектаклях театра-студии оперы РАМ имени Гнесиных под руководством проф. Ю. А. Сперанского. Спел партии Рудольфа в опере «Богема» Дж. Пуччини и Ленского в спектакле по опере П. И. Чайковского «Евгений Онегин».
21 октября 2011 года состоялся Юбилейный концерт Петра Налича в Москве в Концертном Зале Крокус Сити Холл.
Осенью 2012 года вышел третий альбом коллектива — «Золотая рыбка».

### 2013 год: четвёртый и пятый альбомы: «Песни о любви и родине», «Кухня»
В апреле 2013 года был выложен в сети четвёртый альбом — «Песни о любви и родине», записанный Петром Наличем в сопровождении оркестра Ю. Башмета «Новая Россия» (дирижёр Игорь Разумовский). 17 мая 2013 года состоялся концерт-презентация альбома в сопровождении оркестра «Новая Россия» в Светлановском зале ММДМ. Основу альбома составили новые композиции, никогда ранее не исполнявшиеся, написанные для вокала в сопровождении классического симфонического оркестра.
В июне 2013 года состоялась премьера композиции «Cold light», которую Пётр Налич специально написал для клипа, приуроченного к миллиарду просмотров канала Russia Today на YouTube.
В конце 2013 года выходит пятый альбом «Кухня», сборник эскизов (2005—2013) — первый в мире альбом, записанный целиком на языке бабурси. Некоторые композиции из этого альбома впервые были исполнены на новогоднем концерте в Известия-Холл, 29 декабря 2013 года.

### 2014 год
22 апреля 2014 года Пётр Налич, являясь артистом Театра-студии РАМ имени Гнесиных, исполнил партию Германа в опере П. И. Чайковского «Пиковая дама» в Государственном музее А. С. Пушкина.
Также, весной 2014 года МКПН выпустил макси-сингл «Sugar lies», записанный на средства, собранные с помощью акционеров в системе краудфандинг на сайте planeta.ru.
3-4 октября 2014 года Пётр Налич принял участие в театрализованных онлайн-чтениях «Каренина. Живое издание».

### 2015 год: шестой альбом «Северная одиссея»
15 февраля 2015 года Пётр исполнил несколько песен из новой программы на конференции TEDxMoscow.
27 февраля 2015 в московском клубе «Известия-холл» была представлена новая программа «Песни сказочных героев», исполненная в сопровождении небольшого симфонического оркестра и хора (дирижёр Фёдор Сухарников, хормейстер Алия Мухаметгалеева). В неё вошли композиции из альбома «Песни о любви и родине», а также новые композиции, ранее не исполнявшиеся на публике. В течение 2015 года Налич дал ещё несколько подобных концертов с этим коллективом в Москве, Санкт-Петербурге и Нижнем Новгороде.
Объявлено, что «Музыкальный коллектив Петра Налича» находится в бессрочном творческом отпуске.
Пётр Налич окончил обучение в РАМ им. Гнесиных по специальности «Академическое пение» с красным дипломом. В качестве дипломного спектакля спел партию Рудольфа («Богема» Пуччини) на сцене театра-студии оперы РАМ им. Гнесиных.
За роль Рудольфо Пётр Налич был награждён дипломом в номинации «За успешное постижение профессии актёра» Премии имени Народного артиста СССР Б. А.ПОКРОВСКОГО Союза театральных деятелей Российской Федерации.
Осенью 2015 года в Российском академическом молодёжном театре состоялась премьера спектакля «Северная Одиссея», музыку к которому написал Пётр Налич, и сам же исполняет её на сцене вместе с коллективом музыкантов. 9 декабря 2015 года состоялась презентация нового шестого альбома с саундтреком к спектаклю «Северная Одиссея».
26 декабря в театре Вахтангова на малой сцене состоялась премьера детского спектакля «Питер Пэн», музыку для которого также написал Пётр Налич.

### 2016 год: седьмой альбом «Паровоз»
2 февраля 2016 на сцене Пермского ТЮЗа состоялась премьера спектакля по пьесе Евгения Шварца «Обыкновенное чудо», композитором для которого выступил Пётр Налич.
16 апреля 2016 года в Центре культуры и искусств Национального авиационного университета в Киеве и 28 апреля в московском Театре Эстрады Налич представил «неожиданный концерт-презентацию» под названием «Утёсов и не только…». Основную программу концерта составили песни из репертуара Леонида Утёсова в сопровождении эстрадно-симфонического бэнда под управлением Фёдора Сухарникова. Также на концертах был презентован диск «Утёсов», выпущенный к 120-летнему юбилею певца.
Осенью 2016 года был выпущен седьмой альбом «Паровоз», записанный на средства, собранные с помощью акционеров в системе краудфандинг на сайте Планета. «Для меня особенно важно, что этот альбом записывается на деньги тех, кто хочет его услышать! Спасибо вам за это!», — отмечает в своем обращении к поклонникам Пётр. 3 ноября состоялся концерт-презентация в Театре Эстрады. Пётр Налич выступил в сопровождении небольшого эстрадно-симфонического оркестра и хора. Одной из особенностей нового альбома стало то, что все песни и композиции сочинены специально для эстрадно-симфонического оркестра.
Начиная с 2016 года состав музыкантов кардинально меняется, как и исполняемая Петром Наличем музыка. Формируется коллектив, куда приглашаются музыканты, уровень профессионализма которых соответствует новым сложным ритмам и мелодиям. Первым знаковым в этом смысле полноценным концертом стал концерт 10 декабря 2016 года в клубе «16 тонн». Презентация бэндовой программы с доработанными эскизами из альбома «Кухня».
Продолжается сотрудничество с Оперным театром-студией им. Ю. А. Сперанского. 21 ноября 2016 года Пётр впервые исполняет партию Тамино в опере Моцарта «Волшебная флейта» в постановке Ольги Ивановой.

### 2017 год
17 мая 2017 года на сцене Театрального зала Московского международного Дома музыки состоялся премьерный показ нового спектакля «Тина» Академии кинематографического и театрального искусства Н. С. Михалкова по одноимённому рассказу А. П. Чехова; музыку для спектакля написал Пётр Налич.
1 октября 2017 года в Москве состоялась премьера оперы-променад «Пиковая дама», в которой Пётр Налич исполнил партию Германа.

### 2018 год: восьмой альбом «Отражения в лужах»
18, 19 и 30 января 2018 года на большой сцене театра имени Е. Б. Вахтангова состоялись премьерные показы спектакля «Горячее сердце» по одноимённой пьесе А. Н. Островского. Режиссёр А. Коручеков, сценография М. Обрезков, костюмы М. Данилова, композитор П. Налич.
Самодура и тирана Хлынова играет Сергей Маковецкий. А взяточника городничего Градобоева — Евгений Князев.
Спектакль был награждён премией XVII Международного театрального форума «Серебряный витязь» в номинации «Спектакль большой формы».
28 февраля, 1 и 3 марта в театральном лофте «Компас-центр» состоялась премьера оперы «Любовный напиток» Гаэтано Доницетти, в которой Пётр исполнил партию Неморино. Режиссёр-постановщик — Константин Камынин. Дирижёр — Николай Цинман.
23 апреля на сцене Концертного зала РАМ им. Гнесиных состоялась премьера оперы «Травиата» Дж. Верди в постановке О. Т. Ивановой. По прилашению Оперного театра-студии им. Ю. А. Сперанского Пётр исполнил партию Альфреда Жермона.
11 и 12 сентября в зале «Конструктор» ЗИЛ состоялась премьера одноактной оперы Джакомо Пуччини «Плащ», где Пётр Налич исполнил партию Луиджи в составе труппы театра «Conlucia».
9 ноября в концертном зале «Зарядье» состоялась презентация восьмого диска «Отражения в лужах». Средства на запись этого диска были собраны на краудфандинговой платформе «Planeta». Некоторые из композиций, такие как Get Ma Ola, Terr, Secret ранее можно было услышать в виде эскизов в альбоме «Кухня». На концерте эти и другие композиции были представлены в сложных аранжировках в исполнении камерного оркестра.
Одновременно с записью этого диска Пётр Налич записывает диск в рамках масштабного мультимедийного кроссплатформенного проекта телеканала RT «Romanovs100», где принимает участие как композитор. Специально для этого проекта был снят видеоклип (при участии художника Дениса Семёнова) на композицию Romanovs Lullaby («Колыбельная Романовых»).
«Помимо общего музыкального оформления проекта, мы хотели написать отдельную песню о детстве, чтобы мелодия отражала жизнь великих княжон и цесаревича Алексея. Я создал несколько музыкальных эскизов и к одному из них авторы #Romanovs100 написали текст», — сказал Пётр Налич.
Опера-променад «Пиковая дама», в которой Пётр Налич исполняет партию Германа, в 2018 году получила Национальную премию «Онегин» в номинации «Событие».

### 2019 год
Как композитор получил приз Original Music 2019 New York Festival TV & Film Awards за саундтрек к проекту #romanovs100.
В декабре 2019 года во Всероссийском конкурсе молодых композиторов «Партитура будущего» стал лауреатом I премии в номинации «Сочинение для голоса и фортепиано».

### 2020 год: девятый альбом «Morra»
23 октября 2020 года вышел девятый альбом «Morra», средства на его запись были собраны с помощью краудфандинговой платформы «Planeta». 19 декабря состоялась презентация альбома «Morra» в ДК им. Горбунова.
25 декабря 2020 года на сцене Пермского театра юного зрителя состоялась премьера музыкальной сказки «История Царя Гороха» в двух действиях по повести Вадима Коростылёва «Король Пиф-Паф, или Сказка про Ивана-Не-Великана». Музыку к спектаклю написал Петр Налич.

### 2021 год, десятый альбом «Песни пиратов»
В марте 2021 года выпустил первый виниловый диск, на который записал 11 композиций из своего альбома «MORRA».
В 2019 году написал саундтрек к кинофильму «Зови меня Дрозд» (режиссёр Павел Мирзоев).
25 ноября вышел десятый диск «Песни пиратов». Средства на запись диска собраны на краудфандинговой платформе «Planeta».

### 2022 год, одиннадцатый альбом «VIVAMUS»
4 февраля 2022 года вышел одиннадцатый диск «VIVAMUS». Средства на запись диска собраны на краудфандинговой платформе «Planeta». Налич стал лауреатом Первой премии I Всероссийского конкурса по композиции и инструментовке для оркестра русских народных инструментов.

### 2023 год
6 августа на концерте представил три композиции (премьера Триптиха): Яджнавалки, Подкладка, Всех или многих. 25 ноября в кинотеатре «Октябрь» состоялась премьера художественного фильма «Блондинка». Режиссер Павел Мирзоев, композитор Петр Налич. 
29 ноября в театре Современник состоялась премьера спектакля «Сашашишин». Режиссер Гарик Сукачев, композитор Петр Налич.

### 2024 год, двенадцатый альбом «Ванька, Пташечка и Тельняшечка»
12 апреля 2024 г. состоялся релиз альбома «Ванька, пташечка и тельняшечка», в который вошли 55 треков. Этот музыкально-литературный спектакль был создан Петром Наличем (музыка) и Германом Могилевским (сценарий) по мотивам пьесы в стихах Ю. Ч. Кима «Патруль», написанной в 1990 году в свою очередь по мотивам поэмы А. Блока «12». Средства на студийную запись собирались на краудфандинговой платформе Planeta.ru. 26 и 27 апреля 2024 г. в Центральном Доме Архитектора в Москве состоялись премьерные показы его концертной версии.

## Состав Музыкального коллектива Петра Налича
В составе МКПН Пётр Налич публично выступал в 2007—2014 годах.
В 2015 году группа выступала только на городских концертах:
- Пётр Налич — вокал, фортепиано, аккордеон, гитара
- Юрий Костенко — саксофон, флейта, треугольник
- Сергей Соколов — домра, гитара, вокал
- Константин Швецов — гитара
- Оскар Чунтонов — клавишные
- Дмитрий Симонов — бас-гитара
- Дмитрий Сланский — барабаны
- Антон Залетаев — саксофон, флейта

В разное время в коллективе играли: Денис Мазаев, Яша Гладкий, Максим Карпышев, Настя Соколова, Данила Ленци, Саша Байдаков, Денис Маринкин, Дмитрий Тюзе, Виктор Коньков, Игорь Джавад-Заде, Артём Серяков, Олег Грабак.
В 2015—2016 годах с программой «Песни менестрелей» Пётр Налич выступал с Молодёжным симфоническим оркестром под управлением дирижёра Фёдора Сухарникова и хором под управлением Алии Мухаметгалеевой.
В конце 2016 года для выступлений с клубной программой был сформирован бэнд, который на сегодняшний[какой?] день выступает в составе:
- Пётр Налич – композитор, вокал, гитара, клавиши
- Юрий Костенко – тенор-саксофон, флейта, кларнет, треугольник
- Олег Маряхин – баритон-саксофон, сопрано-саксофон, блок-флейта
- Салман Абуев – труба, флюгельгорн
- Сергей Рощупкин – электрогитара
- Дмитрий Симонов – бас-гитара
- Оскар Чунтонов – клавиши
- Александр Карпухин – барабаны
- Геннадий Ивлев –  бэк-вокал, перкуссии

В зависимости от программы концертов иногда состав расширяется, к выступлениям привлекались Антон Гимазетдинов (тромбон), струнный квартет Сергея Винокурова.
Бэк-вокал обеспечивают участники хора п/у Алии Мухаметгалеевой: Геннадий Ивлев, Мария Григорьева, Алия Мухаметгалеева, Светлана Лучкина, Анфиса Затонская,  Артём Павлов, Ильфат Баязитов, Анатолий Менщиков, Пётр Остапенко.

## Дискография Музыкального коллектива Петра Налича

### Студийные альбомы
- Радость простых мелодий (2008)
- Весёлые Бабури (2010)
- Золотая рыбка (2012)
- Песни о любви и родине (2013)
- Кухня (2013)
- Северная одиссея (2015)
- Утёсов (2016)
- Паровоз (2016)
- Отражения в лужах (2018)[16]
- Romanovs100 (2018)
- Morra (2020)
- Песни пиратов (2021)
- Vivamus (2022)
- Ванька, Пташечка и Тельняшечка (2024)

### Синглы
- Гитар (2007)
- Море (2009)
- Lost, forgotten and fluffy blanket (2010)
- Sugar lies(2014)
- Яджнавалки (2023)

## Фильмография
- 2012 — Глаз Божий (документальный) —  молодой Пабло Пикассо
- 2020 - Зови меня дрозд -   композитор Петр Налич, режиссер Павел Мирзоев
- 2023 - Блондинка -   композитор Петр Налич, режиссер Павел Мирзоев

## Театральные спектакли
- «Северная одиссея» (РАМТ, 2015). Режиссёр – Екатерина Гранитова. Композитор – Пётр Налич.
- «Питер Пэн» (Театр им. Е.Вахтангова, 2015). Режиссёр – Александр Коручеков. Композитор – Пётр Налич.
- «Обыкновенное чудо» (Пермский ТЮЗ, 2016). Режиссёр – Максим Соколов. Композитор – Пётр Налич.
- «Тина» (Академия Н. Михалкова, 2017). Режиссёр - Александр Коручеков. Композитор – Пётр Налич.
- «Горячее сердце» (Театр им. Е. Вахтангова, 2018). Режиссёр – Александр Коручеков. Композитор – Пётр Налич.
- «История Царя Гороха»  (Пермский ТЮЗ, 2020). Режиссёр – Михаил Скоморохов. Композитор – Пётр Налич.
- «Дневник старого мастера» (культурный центр имени Любови Орловой, 2023) Режиссёр-постановщик Даниил Коробейников. Композитор - Пётр Налич.
- «Сашашишин» (Современник, 2023). Режиссер - Гарик Сукачев. Композитор - Пётр Налич

## Мультфильмы
Композитор
- «Как казак сироту от свадьбы избавил» (2008)
- «Ожидая» (2008)
- «Алёна и Матрёна» (2012)
- «Иван в Тридевятом царстве» (2014)
- «Как живут котики» (2015)

## Оперные партии
- Рудольф, «Богема» Дж. Пуччини[17]
- Ленский, «Евгений Онегин» П. И. Чайковского
- Герман, «Пиковая дама» П. И. Чайковского[18]
- Дон Базилио, Дон Курцио, «Свадьба Фигаро» В. А. Моцарта
- Молодой цыган, «Алеко» С. В. Рахманинова[19]
- Тамино, «Волшебная флейта» В. А. Моцарта
- Неморино, «Любовный напиток» Г. Доницетти
- Альфред Жермон, «Травиата» Дж. Верди
- Луиджи, «Плащ» Дж. Пуччини
- Водемон, «Иоланта» П. И. Чайковского
- Пинкертон, «Чио-Чио-Сан» Дж.Пуччини Концертная версия